# 짐바흐암인
짐바흐암인(독일어: Simbach am Inn)은 독일 바이에른주에 위치한 도시로 면적은 47.33km2, 인구는 9,781명(2011년 12월 31일 기준), 인구 밀도는 207명/km2, 높이는 345m이다. 행정 구역상으로는 니더바이에른 현에 속한다. 인강과 접하며 오스트리아 브라우나우암인 반대편에 위치한다.

시 문장

## 자매 도시
- 이탈리아 톨메초